# Humac (Jelsa)
Humac je napušteno naselje smješteno oko 7 km od Jelse na otoku Hvaru. Upravno pripada općini Jelsi.
Nalazi se na 350 m nadmorske visine. Čovjek je u okolici Humca živio još u mlađem kamenom dobu, o čemu svjedoči obližnja Grapčeva špilja, kao i mnoštvo okruglih kamenih kućica - trimova - od kojih neki imaju temelje još iz mlađeg kamenog doba.
Humac je do 17. stoljeća bio stalno naseljen, no tada postaje ispostava stanovnika Vrisnika, gdje su dolazili za vrijeme većih poljskih radova. Početkom 20. stoljeća sagrađena je i crkva Sv. Ivana i Pavla. Od davnih vremena se ovdje držala stoka i okopavali vinogradi, a sredinom 20. stoljeća uveden je i uzgoj lavande.
Danas humac nema stalnih stanovnika, ali se 26. lipnja svake godine, na fešti sv. Ivana i Pavla, okupe brojni Hvarani koji se vraćaju svojim korijenima.
Kamene humačke kuće tvore cjelinu ruralne arhitekture te se smatraju etnografskim spomenikom. 

## Ruralna cjelina Humac
Ruralna cjelina u sklopu sela Humca, u općini Jelsi je zaštićeno kulturno dobro.

### Povijest
Humac je sekundarno naselje sela Vrisnika s kojim tvori jedinstvenu cjelinu. Stoga su u Humcu jedini zajednički sadržaji crkva sv. Ivana i Pavla iz 19. stoljeća i barlog-spremište za vodu. Selom su se Vrisničani koristili tijekom dugotrajnih poljskih radova u vinogradima, kasnije i maslinicima i poljima lavande. Sačuvan je velik broj gustirni, tijesaka za vino, a većina kuća u Humcu su prizemnice. Najstarije prizemnice građene za stanovanje i gotovo sve gospodarske (staje i konobe) građene su u suho-bez veziva, s krovovima pokrivenim kamenom pločom. Osobitost i iznimna vrijednost Humca je suhozidna gradnja kojom je naselje u potpunosti integrirano u krajolik i koja ga čini jedinstvenim na području cijele Dalmacije.

### Zaštita
Pod oznakom Z-4459 zavedena je kao nepokretno kulturno dobro - kulturno-povijesna cjelina, pravna statusa zaštićena kulturnog dobra, klasificirano kao "kulturno-povijesna cjelina".

## Stanovništvo
Iskazuje se kao samostalno naselje od 1991. Nastalo izdvajanjem dijela naselja Vrisnik. U 1981., 1991. i 2001. bez stanovnika. Iskazuje se kao dio naselja od 1953. do 1981.
| broj stanovnika |       |       |       |       |       |       |       |       |       | 122   | 115   | 75    |       |       |       |       |       |
|                 | 1857. | 1869. | 1880. | 1890. | 1900. | 1910. | 1921. | 1931. | 1948. | 1953. | 1961. | 1971. | 1981. | 1991. | 2001. | 2011. | 2021. |

## Vanjske poveznice
|  | Zajednički poslužitelj ima još gradiva o temi Humac (Jelsa) |

- Humac, TZ Jelsa  Arhivirana inačica izvorne stranice od 17. ožujka 2016. (Wayback Machine)